# Nils Sylvén
Nils Olof Waldemar Sylvén, född 17 september 1880 i Finnerödja socken, död 14 april 1969, var en svensk botanist och professor. 

## Biografi
Sylvén blev filosofie doktor i Uppsala 1906, assistent vid Bergianska trädgården
samma år, lärare vid Skogsinstitutet 1909 och var avdelningsföreståndare vid anstalten för förädling av olje- och textilväxter vid Sveriges utsädesförening i Svalöv 1918-1938. Sylvén var en av initiativtagarna till den svenska skogsträdsförädlingen och var från 1938 till 1949 den förste föreståndaren för Föreningen för växtförädling av skogsträd i Svalöv.
Sylvén var tillförordnad professor i skogsbotanik vid Skogshögskolan 1915. Han blev ledamot av Lantbruksakademien 1928 och av Fysiografiska Sällskapet i Lund 1941. Han erhöll professors namn 1940. 1952 blev han förste mottagare av greve Carl Bernadottes skogspris.
Sylvén gifte sig den 29 december 1914 med Margareta Natt och Dag, född 2 januari 1894 i Karlskrona, död 11 januari 1923 . Paret bodde i Kjellstorp by i Svalövs socken från 1918.